# Albert Alain
Albert Alain (* 1. März 1880 in Saint-Germain-en-Laye; † 15. Oktober 1971 ebenda) war ein französischer Organist und Amateurorgelbauer.

## Leben
Albert Alain studierte am Pariser Konservatorium. Seine Lehrer waren Alexandre Guilmant und Louis Vierne. 1924 wurde er Organist an der Kirche seiner Heimatstadt und behielt diese Stelle sein ganzes Leben.
Er heiratete 1910 Magdeleine Alberty. Die Kinder des Ehepaares waren Jehan Alain (1911–1940), Marie-Odile Alain (1914–1937), Olivier Alain (1918–1994) und Marie-Claire Alain (1926–2013).

## Die Orgel von Albert Alain

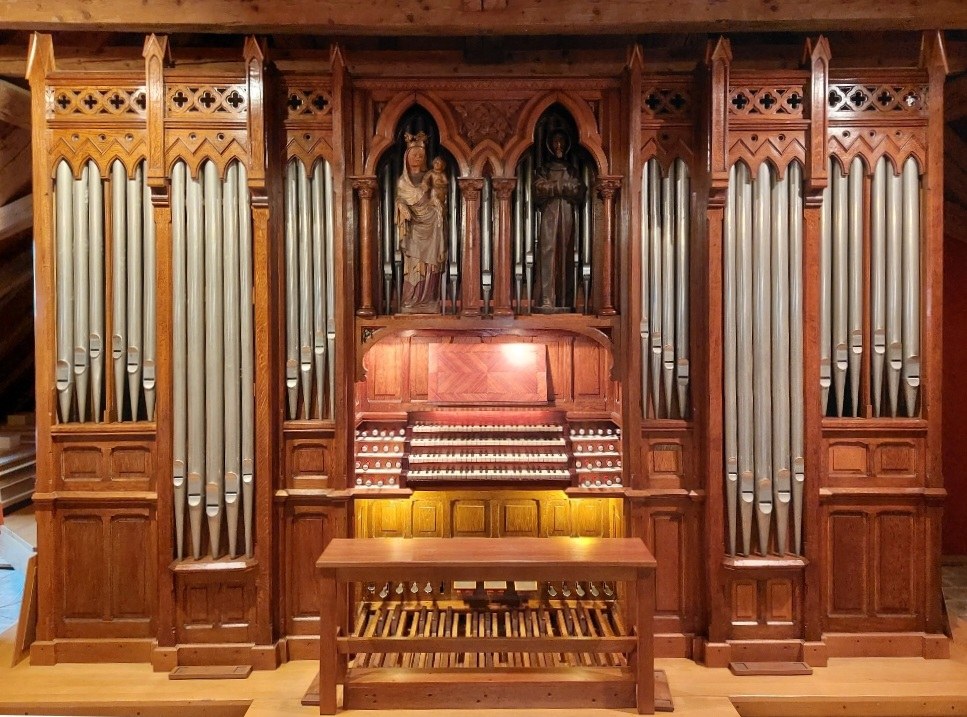
Hausorgel von Albert Alain

Die Hausorgel wurde von Albert Alain im Wohnhaus der Familie in der Rue de Pologne 46 in Saint-Germain-en-Laye erbaut und aufgestellt. Albert Alain arbeitete sein ganzes Leben an diesem Instrument. Nach seinem Tod 1971 musste das Haus verkauft werden und das Instrument  wurde mehrere Jahre eingelagert. 1985 schenkte Marie-Claire Alain das Instrument an Guy Bovet. 1987 wurde die Jehan-Alain-Gesellschaft gegründet und die Orgel wurde durch die Werkstätte Manufacture d’orgues St.-Martin renoviert und anschließend in einem Nebengebäude („Grange de la Dîme“) des  Klosters Romainmôtier aufgestellt. Die Einweihung fand 1991 statt.
Zu Lebzeiten von Jehan Alain hatte das Instrument drei Manuale. Nach seinem Tod fertigte der Vater ein weiteres Bombardwerk, welches er auf das III. Manual legte und Récit nannte. Das ursprüngliche Récit wurde auf das IV. Manual gelegt und „Solo“ genannt. Bei der Restaurierung wurde die Manualverteilung wieder rückgängig gemacht, die ersten drei Manuale repräsentieren jetzt den Zustand des Instrumentes zu Jehans Lebzeiten. Die Werke „Solo“ und „Récit“ sind schwellbar.
Disposition 1991:
| I Grand-Orgue C–g3 |     |
| Bourdon            | 16′ |
| Montre             | 8′  |
| Flûte harmonique   | 8′  |
| Bourdon            | 8′  |
| Prestant           | 4′  |
| Fourniture V       |     |

| II Positif C–g3 |        |
| Salicional      | 8′     |
| Cor de nuit     | 8′     |
| Gros Nazard     | 5 1⁄3′ |
| Flûte douce     | 4′     |
| Nasard          | 2 ⁄3′  |
| Quarte          | 2′     |
| Tierce          | 1 3⁄5′ |
| Larigot         | 1 ⁄3′  |
| Piccolo         | 1′     |

| III Solo C–g3    |        |
| Quintaton        | 16′    |
| Gambe            | 08′    |
| Voix céleste     | 08′    |
| Flûte conique    | 08′    |
| Salicet          | 04′    |
| Flûte octaviante | 04′    |
| Nasard           | 2 ⁄3′  |
| Flûte            | 02′    |
| Tierce           | 1 3⁄5′ |
| Cromorne         | 08′    |
| Hautbois         | 08′    |

| IV Récit C–g3 |        |
| Principal     | 08′    |
| Bourdon       | 08′    |
| Prestant      | 04′    |
| Quinte        | 2 ⁄3′  |
| Doublette     | 02′    |
| Tierce        | 1 3⁄5′ |
| Plein-jeu     | 01′    |
| Bombarde      | 16′    |
| Trompette     | 08′    |
| Clairon       | 04′    |

| Pédale (geteilt C–H, c–f1) |       |
| Soubasse                   | 16′   |
| Basse                      | 08′   |
| Flûte                      | 04′   |
| Bourdon                    | 04′   |
| Principal                  | 02′   |
| Nasard                     | 1 ⁄3′ |
| Tierce                     | 4⁄5′  |

- Koppeln: II/I, III/I, IV/I, I/P, II/P, III/P, IV/P

## Kompositionen (Auswahl)
- Toccata sur „Cantemus Domino“.
- Messe en l’honneur de Saint-Louis. Chor SATB, Chor unisono und Orgel. 1930.
- Messe de Noe͏̈l. Chor SATB und Orgel, 1923.
- Laudate Dominum. Chor SATB und Orgel.